# Ekonomisk historia
Se det ekonomiska tänkandets historia för det ekonomiska tänkandets historiska utveckling, och världens ekonomiska historia för ekonomins historia
Ekonomisk historia är en vetenskap som studerar ekonomiska fenomen under olika historiska epoker. Ytterst kan det sägas handla om hur olika människor under skilda tider tillgodosett sina egna och samhällets grundläggande försörjningsbehov. Ekonomisk historia har också beskrivits som studiet av hur den stora massan människors levnadsförhållanden såg ut, till skillnad från ämnet historia som ofta fokuserar på krig och politik. En skillnad gentemot nationalekonomi är att ekonomisk historia nyttjar betydligt större mängder empirisk data.

## Vetenskaplig disciplin
Som vetenskaplig disciplin kan ekonomisk historia dels ses som en tillämpning av historisk vetenskap på ekonomiska förhållanden och dels som en tillämpning av ekonomisk teori på historiska fenomen. Det senare förhållningssättet har utvecklats mer nyligen samt är mer kvantitativt orienterat och teorigrundat. Det uppstod först i USA och är mer väletablerat där än i Europa.[källa behövs]
Ekonomisk historia omfattar bland annat historiska nationalräkenskaper, makroekonomisk historia, bank- och finanshistoria, de ekonomiska institutionernas historia och det ekonomiska tänkandets historia. I vidare bemärkelse inkluderas även arbetslivshistoria, agrarhistoria, företagshistoria, teknikhistoria och genusarbetsdelningens historia. Ibland inkluderas också socialhistoria.
Många länder saknar idag ekonomisk historia som självständigt ämne. I Sverige läses även moment av ekonomisk historia i universitetsämnet historia.

## Sverige
I Sverige anses ekonomisk historia ha grundats av Eli Heckscher under tidigt 1900-tal. Universitetsämnet ekonomisk historia bröts ut ur historieämnet under tidigt 1970-tal på grund av de metodologiska kontroverser som uppstod till följd av tillkomsten av nya stora grupper akademiska lärare och forskare med socialistisk grundsyn. Delningen av historieämnet passade också väl in på ekonomutbildningens krav, där man ofta har ekonomisk historia i kursplanen, men inte anser det allmänna historieämnet vara av tillräckligt intresse.[källa behövs]
Formellt räknas ekonomisk historia i Sverige som ett samhällsvetenskapligt ämne medan "vanlig" historia är ett humanistiskt ämne.
På 1970- och 1980-talen var ekonomisk historia näst efter sociologi det ämne som starkast var påverkat av marxistisk teori. Så är det inte längre.

## Världens ekonomiska historia

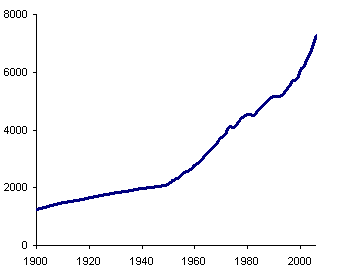
Världens BNP per capita i dollar. Data före 1950 visar endast trenden och inte årliga förändringar.

Under större delen av mänsklighetens historia har förhållandena för vanliga människor varit konstanta eller förändrats extremt långsamt. Från uppkomsten av skriften 3000 f.Kr. gjordes en mängd vetenskapliga och teknologiska upptäckter som till slut ledde fram till den industriella revolutionen i Västeuropa på 1700-talet. Människors levnadsstandard i Västeuropa förändrades dock märkbart för första gången först under 1800-talet. 1900-talet innebar enorma omvälvningar och nya tekniker som höjde produktiviteten markant, och skiftade arbetskraft från jordbruk till industri och tjänster.[källa behövs]